# Propalticus simplex
Propalticus simplex is een keversoort uit de familie Propalticidae. De wetenschappelijke naam van de soort is voor het eerst geldig gepubliceerd in 1969 door Crowson & Sen Gupta.